# Bitka kod Borodina
Bitka kod Borodina (rus.: Бородинское сражение, Borodinskoe sraženie; fra.: Bataille de la Moskova) se odvijala 7. rujna 1812. kod sela Borodina koje je udaljeno oko 115 kilometara od Moskve. Ova bitka je središnji događaj Napoleonovog pohoda na Rusiju 1812. godine i ujedno najkrvavija bitka Napoleonskih ratova. U njoj je sudjelovalo oko 250.000 vojnika, a u jednom danu poginulo je ili ranjeno 75.000 ljudi i oko 40.000 konja.
Ruski vrhovni zapovjednik maršal Mihail Kutuzov postavio je svoju vojsku u širini od gotovo 6 kilometara očekajući dolazak Napoleona. Najisturenija točka na sredini ruskih položaja bilo je upravo selo Borodino koje se nalazilo na protivničkoj strani rječice Kaločke. Suvremenici opisuju Borodino kao tipično rusko selo s otprilike 150 drvenih kuća. Preko Kaločke bio je podignut čvrst drveni most kojim je išao glavni put prema Moskvi.
Borodino su zaposjele dvije bojne gardijskih lovaca (lakih pješaka - rus. egera) koje su ga uz pomoć opkopara dobro utvrdile zemljanim nasipima i grudobranima. U Napoleonskim ratovima gardijske postrojbe ostavljane su u pričuvi za odlučne trenutke bitke, podalje od prvih linija kako ne bi nepotrebno trpjele od protivničke paljbe. Odluka Kutuzova da postavi gardijsku postrojbu na istureni položaj mogla bi se nazvati jedinstvenom u dotadašnjem načinu vođenja bitaka. Mnogi suvremenici su rusku gardu uspoređivali s Napoleonovom, ako ne i boljom. U bitki kod Borodina jedna je ruska gardijska pješačka pukovnija bajunetima napala francusko konjaništvo u napadu, što je nevjerojatan slučaj koji nikad prije niti poslije nije bio zabilježen. Neki od sudionika ove bitke bili su general-major Bude Budisavljević koji je preživjeo i djed po majci Siniše Bogdanovića, koji je poginuo.
Borodino je predstavljalo posljednji ruski pokušaj zaustavljanja francuskog napredovanja prema Moskvi, koja je pala nakon tjedan dana.

## Poveznice
- Bitka kod Austerlitza
- Bitka kod Leipziga
- Bitka kod Trafalgara
- Bitka kod Waterlooa

## Vanjske poveznice
Ostali projekti
|  | Zajednički poslužitelj ima stranicu o temi Bitka za Borodino    |
|  | Zajednički poslužitelj ima još gradiva o temi Bitka za Borodino |